# استان کامفائنگ فت
استان کامفائنگ فت (به انگلیسی Kamphaeng Phet) یکی از استانهای کشور تایلند است.

## جغرافیا
مساحت آن ۸٬۶۰۷ کیلومترمربع می‌باشد.
جمعیت این استان در سال ۲۰۰۸ بالغ بر ۶۷۴۰۰۰ نفر برآورد شده‌است.
استان کامفائنگ فت از نظر تقسیمات کشوری بخشی از ناحیه مرکزی تایلند به حساب می‌آید.
مرکز این استان شهر کامفائنگ فت است.

## نواحی

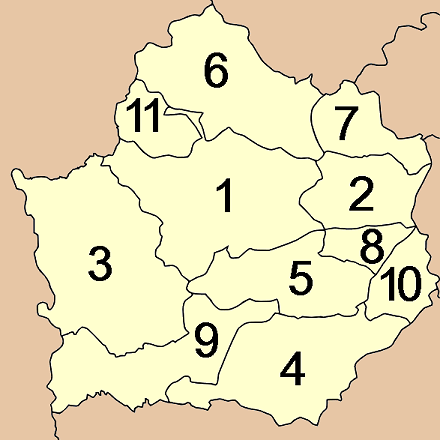

1. Mueang Kamphaeng Phet
2. Sai Ngam
3. Khlong Lan
4. Khanu Woralaksaburi
5. Khlong Khlung
6. Phran Kratai
7. Lan Krabue
8. Sai Thong Watthana
9. Pang Sila Thong
10. Bueng Samakkhi
11. Kosamphi Nakhon